# 尼克謝尼鄉
47°52′N 26°38′E / 47.867°N 26.633°E
尼克謝尼鄉（羅馬尼亞語：Comuna Nicșeni, Botoșani），是羅馬尼亞的鄉份，位於該國東北部，由博托沙尼縣負責管轄，面積44平方公里，海拔高度150米，2007年人口2,860，人口密度每平方公里65人。